# Wereldkampioenschappen schaatsen afstanden 2021 - Ploegenachtervolging mannen
De ploegenachtervolging mannen op de wereldkampioenschappen schaatsen afstanden 2021 werd gereden op vrijdag 12 februari 2021 in het ijsstadion Thialf in Heerenveen, Nederland.
Titelverdediger was Nederlandse ploeg, die hun titel prolongeerden voor Canada en Team RSU (Rusland).

## Uitslag
| #      | Land                  | Schaatsers                                                     | Tijd    |
| ------ | --------------------- | -------------------------------------------------------------- | ------- |
| Goud   | Nederland             | Marcel Bosker Patrick Roest Beau Snellink                      | 3,41,42 |
| Zilver | Canada                | Jordan Belchos Ted-Jan Bloemen Connor Howe                     | 3.41,71 |
| Brons  | Russian Skating Union | Danila Semerikov Sergej Trofimov Roeslan Zacharov              | 3.42,66 |
| 4      | Noorwegen             | Hallgeir Engebråten Allan Dahl Johansson Sverre Lunde Pedersen | 3.43,23 |
| 5      | Italië                | Francesco Betti Andrea Giovannini Michele Malfatti             | 3.45,69 |
| 6      | Kazachstan            | Vitaliy Schigolev Demyan Gavrilov Dmitry Morozov               | 3.48,44 |
| 7      | Nieuw-Zeeland         | Kierryn Hughes Peter Michael Josh Whyte                        | 3.51,08 |
| 8      | Polen                 | Marcin Bachanek Artur Janicki Szymon Palka                     | 4.21,86 |

2005 · 
2007 · 
2008 · 
2009 · 
2011 · 
2012 · 
2013 · 
2015 · 
2016 · 
2017 · 
2019 · 
2020 ·
2021 ·
2023 ·
2024 ·
2025